# Drum național 25A
Der Drum național 25A (rumänisch für „Nationalstraße 25A“, kurz DN25A) ist eine kurze Hauptstraße in Rumänien.

## Verlauf
Die Straße beginnt in Nănești, wo sie vom Drum național 23 nach Nordosten abzweigt. Sie überquert den  Sereth und endet in Hanu Conachi am Drum național 25. Die Länge der Straße beträgt rund 8 km.